# Cory Mazzoni
Cory Mitchell Mazzoni  (né le 19 octobre 1989 à Evans City, Pennsylvanie, États-Unis) est un lanceur droitier de la Ligue majeure de baseball.

## Carrière
Cory Mazzoni est repêché par les Nationals de Washington au 26e tour de sélection en 2008, mais il rejoint le Wolfpack de l'université d'État de Caroline du Nord et signe plus tard son premier contrat professionnel avec les Mets de New York, qui en font leur choix de deuxième ronde en 2011.
Mazzoni joue ses 4 premières saisons en ligues mineures dans l'organisation des Mets, graduant au niveau AAA chez les 51s de Las Vegas en 2014. Les Mets le cèdent aux Padres de San Diego le 30 mars 2015 en échange du releveur gaucher Alex Torres.
Presque toujours lanceur partant jusque-là en ligues mineures, Mazzoni joue 6 matchs comme lanceur de relève pour les Chihuahuas d'El Paso, le club-école de niveau AAA des Padres, en 2015. Rappelé des mineures, il fait ses débuts dans le baseball majeur en relève pour San Diego le 27 avril 2015 face aux Astros de Houston.